# A Thunderman család visszatér
A Thunderman család visszatér (eredeti cím: The Thundermans Return) 2024-ben bemutatott amerikai filmvígjáték, amelyet Trevor Kirschner rendezte, A Thunderman család című sorozat folytatása. A főbb szerepekben Kira Kosarin, Jack Griffo, Addison Riecke, Diego Velazquez, Maya Le Clark, Chris Tallman és Rosa Blasi látható.
Amerikában 2024. március 7-én a Paramount+ és a Nickelodeon, Magyarország 2024. március 31-én a Nickelodeon mutatta be. 2024. június 1-én a TeenNick is bemutatja.

## Cselekmény
Három évvel a azután, amikor meteorok csapódnak be Metroburgba, a Thunderman család közbelép, hogy megmentsék a lakosokat. A mentés után a család egy vidám estét szeretne eltölteni, de ez megszakad, amikor újabb bűntény tör ki. Amikor egy másik csapat is megérkezik, Max végül véletlenül egy óriási fánkot dob az egyik tagjukra. Emiatt Thundermanékat kirúgják és visszaküldik őket Hiddenville-be. Míg Hank és Barb örül a visszatérésnek, Billy és Nora pedig a normális gimnáziumi életnek, addig Max és Phoebe eltökélt szándéka, hogy visszaszerezzék szuperhős státuszukat.
Eközben Sötét Káosz, Királyrák és Strongdor a Metroburg börtönben vannak. A V-csapat közeledik hozzájuk, és felfedik magukat, hogy a gyerekeik. A gyerekek úgy döntenek, hogy kitalálják a saját tervüket, így szüleiket börtönben hagyják. Mivel a Thunderman ikrek kétségbeesetten próbálják visszaszerezni a munkájukat, előállnak a "Fa Erővel". A család többi tagja azonban inkább normális életet szeretne élni.
Eközben a Hiddenville Gimnáziumban Nora a lézerszemét használja fel arra, hogy barátokat szerezzen. Amikor Billy egyedül nem tudott barátokat szerezni, ugyanezt az ötletet alkalmazza. Nora ezen felbőszülve megpróbálja kiütni Billyt, miközben Billy blokkolja az említett támadásokat, de végül véletlenül Bradford igazgató lófarkát csapja le.
Otthon Barb és Hank, akik még mindig aggódnak Chloe biztonságáért, felhívják Bubi unokatestvért, hogy kölcsönkérjék a helikopterét, hogy észrevétlenül megfigyelhessék Chloét. Cherry két rázást indít a helikopterre. Mivel Hank nem tudja elkapni őket, végül megzavarja a helikopter áramköreit. Kénytelenek kényszerleszállást végrehajtani, és Chloe és barátai szeme láttára zuhannak le.
Ezután Max és Phoebe rájönnek, hogy a V-csapat gonosztevők, egyedül mennek a laborjukba, hogy megpróbálják elfogni őket, de a gonosz gyerekek meglátják őket és megkötözik őket, ezután a Thunderman ikrek egy titokzatos helyre kerülnek, amit "A Káosz kávézó"-nak hívnak, ahol Sötét Káosz előre felvett hangos idegenvezetője kínozza őket. Miután megszöknek a dobozból, bezárják őket egy közelgő önmegsemmisítőbe.
Eközben a gonosztevők gyermekei megpróbálják megtalálni az erőművet, amelyet Thundermanék házában találnak. Először Hank, aki az egyetlen, aki tudja, hogy hol van az erőmű, nem hajlandó odaadni nekik, de aztán Sötét Káosz, Jr. megmutatja neki a telefonján, hogy Maxet és Phoebe-t megkínozzák, így Hank beleegyezik, hogy odaadja a gonosz gyerekeknek az erőművet, ha utána a Thunderman ikreket szabadon engedik. A gyerekek ebbe beleegyeznek, és Hank odaadja nekik az erőművet, abban a hitben, hogy az ikreket szabadon engedik, de hazudtak. A gonosz gyerekek elmenekülnek az erőművel, Max és Phoebe pedig továbbra is csapdában maradnak a titokzatos helyen. És amikor minden remény elszáll Thundermanék házában, Billy megtalálja az erőmű egy kék részét, ami leesett az üzemről, és szuperhősöket tud készíteni. Végül a kék rész darabjait megetetik a polgárokkal, például Bradford igazgatóval és Mrs. Wonggal, és így szuperhősökké változtatják őket. Miután szuperhősökké váltak, mindannyian összefognak, hogy megtörjék az erőteret, és sikerrel járnak. Miután sikerrel járnak, Chloe teleportálja őket Phoebe és Max tartózkodási helyére. Mivel Chloe teleportálásának újratöltésre van szüksége, közvetlenül az önmegsemmisítés előtt Hank megüti a rendszert, aminek hatására az megszakad, és kijuthatnak.
Ezután Thundermanék szembekerülnek a gonosztevő gyerekeivel, akik a Metroburg-hegy tetején tervezik, hogy egy drón segítségével szabadon engedik az erőmű piros darabjait, a szüleik pedig végignézik az említett tervet. Míg a család legyőzi a gonosztevőket, Sötét Káosz fia, Sötét Káosz Jr. egy drónban elengedi a piros darabokat Metroburg felett. Chloe önként jelentkezik, hogy teleportál valakit a drónra, hogy megakadályozza, hogy a polgárokra dobja. Maxet és Phoebe-t teleportálja a drónra, és ők eltávolítják a vörös darabokat. Mivel Phoebe-t elvakítja a szél, a drón szélére fújja, és le fog zuhanni. Azt mondja nekik, hogy teleportáljanak vissza nélküle, de ők visszautasítják. Chloe kezet nyújt neki, és épségben visszatérnek a család többi tagjához. Később Kickbutt szuperelnök visszatér, és visszaveszi a családot. A Thundermanék beleegyeznek, de azzal a feltétellel, hogy a Hiddenville-i otthonuk lesz az új főhadiszállásuk. Kickbutt szuperelnök beleegyezik, és üdvözli őket a Hősök Ligájában.
Mindenki tudta nélkül Dr. Colosso titokzatos üzenetet kap egy ismeretlen lénytől, aki különleges feladatot ígér neki.

## Szereplők
| Szereplő          | Színész          | Magyar hang            |
| ----------------- | ---------------- | ---------------------- |
| Phoebe Thunderman | Kira Kosarin     | Laudon Andrea          |
| Max Thunderman    | Jack Griffo      | Czető Ádám             |
| Nora Thunderman   | Addison Riecke   | Hermann Lilla          |
| Billy Thunderman  | Diego Velazquez  | Boldog Gábor           |
| Chloe Thunderman  | Maya Le Clark    | Schmidt Regina         |
| Hank Thunderman   | Chris Tallman    | Holl Nándor            |
| Barb Thunderman   | Rosa Blasi       | Sallai Nóra            |
| Bubi unokatestvér | Harvey Guillén   | Elek Ferenc            |
| Dr. Colosso       | Dana Snyder      | Kassai Károly          |
| Mrs. Wong         | Helen Hong       | Kokas Piroska          |
| Osztriga          | Tanner Stine     | Borbíró András         |
| Gideon            | Kenny Ridwan     | Baráth István          |
| Cherry            | Audrey Whitby    | Lamboni Anna           |
| Wolfgang          | Jake Borelli     | Penke Bence            |
| Kickbutt          | Daniele Gaither  | Lipcsey-Colini Borbála |
| Bradford          | Jeff Meacham     | Juhász Levente         |
| Királyrák         | Paul F. Tompkins | Kerekes József         |
| Strongdor         | Michael Foster   | Patkós Márton          |
| Sötét Káosz       | Jamieson Price   | Bognár Tamás           |

### Magyar változat
- Bemondó: Welker Gábor
- Magyar szöveg: Lai Gábor
- Dalszöveg és zenei rendező: Weichinger Kálmán
- Hangmérnök: Salgai Róbert
- Vágó: Baltazár Boldizsár
- Gyártásvezető: Kablay Luca
- Szinkronrendező: Molnár Ilona
- Produkciós vezető: Koleszár Emőke

A szinkront az Iyuno Hungary készítette.

## A film készítése
2023. március 2-án bejelentették, hogy a Nickelodeon Productionsnél készül A Thunderman család című Nickelodeon televíziós sorozat folytatása, A Thunderman család visszatér című film, amely egy lehetséges próbaepizódként szolgálhatna egy sorozat folytatásához. A teljes szereplőgárda visszatér a filmhez. Trevor Kirschner-t szerződtették a rendezésre, a sorozat showrunnerje, Jed Spingarn írta a forgatókönyvet, Zack Olin és Shauna Phelan pedig a producerek lesznek.
A forgatás 2023. április 3-án kezdődött Los Angelesben.